# Calisto eleleus
Calisto eleleus är en fjärilsart som beskrevs av Bates 1935. Calisto eleleus ingår i släktet Calisto och familjen praktfjärilar. Inga underarter finns listade i Catalogue of Life.